# Джоан Скот
Джоан Уалах Скот (на английски: Joan Wallach Scott; р. 18 декември 1941) е американска историчка (и феминистка), изследваща френската история, с приноси към джендър теорията и интелектуалната история.
Тя е професор в Института за социална наука към Института за съвременни изследвания в Принстън. Джоан Скот има относително висока популярност в България, като две нейни книги са превеждани, и нейната теория е широко дискутирана.